# Mōri Yoshikatsu
Mōri Yoshikatsu est un nom japonais traditionnel ; le nom de famille (ou le nom d'école), Mōri, précède donc le prénom (ou le nom d'artiste).
Mōri Yoshikatsu (毛利 良勝, décédé le 21 juin 1582) est un vassal d'Oda Nobunaga durant l'époque Sengoku de l'histoire du Japon. Il est aussi connu sous les noms de « Mōri Shinsuke » (毛利 新助 ou 毛利 新介) et « Mōri Shinsaemon » (毛利 新左衛門).
En 1560, il prend part à la bataille d'Okehazama du côté de Nobunaga et aide Hattori Kazutada après que celui-ci est blessé. Plus tard, il accompagne Nobunaga et son fils Oda Nobutada à Kyoto et meurt avec Nobutada au cours de l'incident du Honnō-ji.

## Source de la traduction
- (en) Cet article est partiellement ou en totalité issu de l’article de Wikipédia en anglais intitulé « Mōri Yoshikatsu » (voir la liste des auteurs).